# Кидонијес
Кидонијес (грч. Κυδωνιές) је насељено место у општини Гребен у периферији Западна Македонија, Грчка. Према попису из 2021. године било је 49 становника.
Према бугарском географу и историчару, Василу Канчову, у Кидонијесу је 1900. године живело 450 Грка. Село се раније звало Ванско.